# Rzetnia
Rzetnia – wieś w Polsce położona w województwie wielkopolskim, w powiecie kępińskim, w gminie Kępno, przy drodze Kępno-Kobyla Góra, ok. 8 km na północ od Kępna.
W latach 1975–1998 miejscowość administracyjnie należała do województwa kaliskiego.

## Nazwa
Nazwa miejscowości pochodzi najprawdopodobniej od zniekształconej polskiej nazwy rzeka o czym świadczy zapis z 1295 w kronice łacińskiej Liber fundationis episcopatus Vratislaviensis (pol. Księga uposażeń biskupstwa wrocławskiego) gdzie wieś wymieniona jest w zlatynizowanej formie villa Rzeczna..

## Zabytki
We wsi znajduje się zabytkowy dwór, w którym funkcjonuje dom pomocy społecznej. W odwiedziny do jego właścicieli, rodziny Iwańskich, przyjeżdżała tu m.in. córka Józefa Piłsudskiego – Wanda.